# Пол Генрейд
Пол Генрейд (англ. Paul Henreid) (справжнє ім'я Пауль Георг Юліус Хенрайд Ріттер фон Фассел-Фальдінгау), нар. 10 січня 1908, Трієст (тоді Австро-Угорщина) — пом. 29 березня 1992) — австрійський і американський актор і режисер.

## Життєпис
Народився в аристократичній родині. Рано виявив художні нахили. Став успішним дизайнером у відомому художньому видавництві, але відвідавши з друзями спектакль Макса Рейнхардта захворів театром і почав таємно (ночами) відвідувати театральну студію. У 1933 став учнем самого Рейнхардта. Обертаючись в театральних колах придбав ліві погляди, тому, в 1934, після приходу до влади в країні профашистського уряду був змушений іммігрувати з сім'єю (дружиною Лізль і двома дітьми) до Франції, потім до Англії.
Після початку війни, його, як і всіх німецьких антифашистів, як підданого ворожої держави, повинні були вислати з сім'єю до Німеччини. Але його врятував знаменитий актор Конрад Фейдт. В Англії актор продовжив грати, в тому числі, виконавши роль лукавого Карла Марсена, у фільмі знаменитого режисера Керола Ріда «Нічний потяг на Мюнхен» 1940, де його партнерами були англійські зірки Рекс Харрісон і Маргарет Локвуд. То побоюючись, що влада передумає, чи то втомившись від однотипних ролей фашистів, які йому пропонували — в 1940-му актор перебрався в США, в 1941-му здобув американське громадянство, і знімався в Голлівуді. В основному, в ролях європейців. Найвідоміша роль того періоду — Віктор Ласло в «Касабланці» 1943 року. Але після того, як він відкрито виступив проти діяльності сумнозвісної Комісії сенатора Маккарті і був внесений до «чорного списку» — його акторська кар'єра в Голлівуді була закінчена. Невідомо, як далі розвивалися б події, але руку допомоги акторові подав Альфред Хічкок, запросивши його режисером у свій детективний серіал. Учень Макса Рейнхардта зайнявся телережисурою з великим задоволенням, досяг, в цій якості, великих висот і отримав другу (перша була акторська) зірку на Алеї Слави. Помер від пневмонії.

## Вибрана фільмографія

### Актор
- 1935: Єва / Eva, the Factory Girl — Фріц
- 1939: До побачення, містер Чіпс / Goodbye, Mr. Chips — Стефель
- 1940: Нічний потяг до Мюнхена / Night Train to Munich — Карл Марсен
- 1942: Жанна Паризька /Joan of Paris — Поль Лавальер
- 1942: Вперед, мандрівник / Now, Voyager — Джеррі Дюранс
- 1942: Касабланка / Casablanca — Віктор Ласло
- 1944: У наш час / In Our Time — граф Стефан Орвід
- 1946: Обман / Deception  — Карел Новак
- 1946: Відданість / Devotion — вікарій Артур Ніколлс
- 1947: Пісня любові / Song of Love — Роберт Шуман
- 1948: Безглуздий тріумф / Hollow Triumph — Джон Меллер / доктор Віктор Еміл Барток
- 1949: Піщана мотузка / Rope of Sand — Фогель
- 1954: Глибоко в моєму серці / Deep in My Heart — Флоранц Зигфельд
- 1957: Десять тисяч спалень / Ten Thousand Bedrooms — Антон
- 1959: Так мало ніколи / Never So Few — Нікко Реджас
- 1962: Чотири вершники Апокаліпсису / Four Horsemen of the Apocalypse — Етьєн Лорьє
- 1965: Операція «Арбалет» / Operation Crossbow — генерал Зімман
- 1969: Божевільна із Шайо / The Madwoman of Chaillot — генерал
- 1977: Виганяє диявола II: Єретик / Exorcist II: The Heretic — кардинал

### Режисер
- 1958: Живи швидко, помри молодим / Live Fast, Die Young